# La ruta dels diners (sèrie de televisió)
La ruta dels diners (en danès, Bedrag) és un thriller de crim financer de la televisió danesa. La primera sèrie de deu episodis està ambientada en el negoci de les energies renovables a Dinamarca. Es va emetre a Dinamarca el gener de 2016. La segona sèrie es va emetre entre octubre i novembre de 2016, continuant amb la majoria dels personatges de la primera sèrie, però amb el focus principal en un banc que practicava préstecs P2P i el seu intent d'adquisició per part d'un banc el president del qual, Knud Christensen, estava darrere del frau investigat a la primera temporada. La tercera sèrie, de nou capítols, es va emetre el gener de 2019. Se centra en el blanqueig de diners amb dos dels personatges principals de les dues sèries anteriors. S'ha subtitulat en català.

## Repartiment principal
| Actor                  | Personatge                   | Temporades | Temporades | Temporades |
| Actor                  | Personatge                   | 1          | 2          | 3          |
| ---------------------- | ---------------------------- | ---------- | ---------- | ---------- |
| Thomas Bo Larsen       | Mads Justesen                | Principal  | Principal  |            |
| Thomas Hwan            | Alf Rybjerg                  | Principal  | Principal  | Principal  |
| Natalie Madueño        | Claudia Moreno               | Principal  | Principal  |            |
| Esben Smed             | Nicky Rasmussen              | Principal  | Principal  | Principal  |
| Nikolaj Lie Kaas       | Alexander "Sander" Sødergren | Principal  |            |            |
| Lucas Hansen           | Bimse                        | Recurrent  | Recurrent  |            |
| Julie Grundtvig Wester | Lina                         | Recurrent  | Recurrent  |            |
| Waage Sandø            | Knud Christensen             | Recurrent  | Recurrent  |            |
| Claes Ljungmark        | "El suec"                    | Principal  | Principal  |            |
| David Dencik           | Simon Absalonsen             |            | Principal  |            |
| Sonja Richter          | Amanda Absalonsen            |            | Principal  |            |
| Søren Malling          | Hans Peter                   |            | Convidat   |            |
| Thomas W. Gabrielsson  | Martin Enevolden             |            | Convidat   |            |
| Maria Rich             | Anna Berg Hanssen            |            |            | Principal  |
| Marijana Jankovic      | Stine                        |            |            | Recurrent  |
| Marie Askehave         | És un                        |            |            | Recurrent  |
| Bijan Daneshmand       | Abbas                        |            |            | Convidat   |

## Emissió
La primera sèrie, que té diàlegs en danès, suec i anglès, es va emetre subtitulada al Regne Unit a BBC Four a partir del març de 2016 sota el títol Follow the Money i es van mostrar dos episodis adossats. A Finlàndia, el primer episodi es va emetre el 12 d'abril de 2016 a Yle Fem, subtitulat en suec i finès. Als Països Baixos, el primer episodi es va emetre el 7 de març de 2016, sota el títol Follow the Money, subtitulat en holandès. A Bèlgica, Canvas ha emès la sèrie sota el títol Follow the Money amb subtítols holandesos entre el 12 de març de 2016 i el 9 d'abril de 2016. Es va estrenar al Canadà a CBC el 18 de juny de 2016. També s'ha mostrat a SBS a Austràlia, que va concloure el juny de 2016. Es va mostrar a Portugal a RTP2 el 7 de desembre de 2016. A Eslovènia es va emetre a Radiotelevizija Slovenija des del 15 de maig de 2017 amb subtítols en eslovè.
Al Regne Unit, l'emissió de la sèrie 2 va començar el 4 de març de 2017 a la BBC Four amb dos episodis que es van mostrar adossats.
A Dinamarca, l'emissió de la sèrie 3 va començar el 6 de gener de 2019 a DR1; a Finlàndia a partir del 10 de març de 2019 a Yle Teema &amp; Fem i al Regne Unit a partir del 6 d'abril de 2019 a BBC Four, amb dos episodis que es mostren adossats. A Portugal, es va emetre a partir del 3 de setembre de 2019 a RTP2.
A Catalunya, es poden veure les 3 temporades en VO subtitulades al català a la plataforma Filmincat.

## Premis
| Espectacle de premis               | Any  | Categoria                                     | Nominat(s) | Resultat |
| ---------------------------------- | ---- | --------------------------------------------- | --- | -------- |
| Premis Internacionals de Drama C21 | 2016 | Millor sèrie dramàtica en llengua no anglesa  | style="background: #98FB98; color: black; text-align: center; vertical-align: middle;" class="table-yes2"\| Guanyador                |          |
| Premis Robert                      | 2017 | Millor sèrie de televisió                     | style="background: #98FB98; color: black; text-align: center; vertical-align: middle;" class="table-yes2"\| Guanyador                |          |
| Premis Robert                      | 2017 | Millor actor - Sèrie de televisió             | style="background: #98FB98; color: black; text-align: center; vertical-align: middle;" class="table-yes2"\| Guanyador                |          |
| Premis Robert                      | 2017 | Millor actriu - Sèrie de televisió            | Natalie Madueño \| style="background:#ffbbbb; color: black; text-align: center; vertical-align: middle;" class="table-no2"\| Nominat |          |
| Premis Robert                      | 2017 | Millor actor secundari - Sèrie de televisió   | style="background: #98FB98; color: black; text-align: center; vertical-align: middle;" class="table-yes2"\| Guanyador                |          |
| Premis Robert                      | 2017 | Millor actor secundari - Sèrie de televisió   | style="background:#ffbbbb; color: black; text-align: center; vertical-align: middle;" class="table-no2"\| Nominat                    |          |
| Premis Robert                      | 2017 | Millor actriu secundària - Sèrie de televisió | style="background:#ffbbbb; color: black; text-align: center; vertical-align: middle;" class="table-no2"\| Nominat                    |          |